# Cantone di Lagnieu
Il Cantone di Lagnieu è una divisione amministrativa dell'arrondissement di Belley con capoluogo Lagnieu.
A seguito della riforma approvata con decreto del 13 febbraio 2014, che ha avuto attuazione dopo le elezioni dipartimentali del 2015, è passato da 13 a 26 comuni.

## Composizione
I 13 comuni facenti parte prima della riforma del 2014 erano:
- Ambutrix
- Blyes
- Chazey-sur-Ain
- Lagnieu
- Leyment
- Loyettes
- Saint-Sorlin-en-Bugey
- Saint-Vulbas
- Sainte-Julie
- Sault-Brénaz
- Souclin
- Vaux-en-Bugey
- Villebois

Dal 2015 i comuni appartenenti al cantone sono diventati 26, ridottisi a 25 dal 1º gennaio 2016 per effetto della fusione del comune di Groslée con il comune di Saint-Benoît a formare il nuovo comune di Groslée-Saint-Benoît che appartiene al Cantone di Belley:
- Bénonces
- Blyes
- Briord
- Charnoz-sur-Ain
- Chazey-sur-Ain
- Innimond
- Lagnieu
- Leyment
- Lhuis
- Lompnas
- Loyettes
- Marchamp
- Montagnieu
- Ordonnaz
- Saint-Jean-de-Niost
- Saint-Maurice-de-Gourdans
- Saint-Sorlin-en-Bugey
- Saint-Vulbas
- Sainte-Julie
- Sault-Brénaz
- Seillonnaz
- Serrières-de-Briord
- Souclin
- Villebois
- Villieu-Loyes-Mollon